# 小行星19444
小行星19444（19444 Addicott）是一颗绕太阳运转的小行星，为主小行星带小行星。该小行星于1998年3月31日发现。

## 轨道参数
小行星19444的轨道半长轴为2.2677408 UA，离心率为0.151。